# Will Connell
William „Will“ Connell junior (* 22. November 1938 in Los Angeles, Kalifornien; † 19. November 2014) war ein US-amerikanischer Jazz- und Improvisationsmusiker (Klarinette, Bassklarinette, Flöten, Altsaxophon), Komponist und Arrangeur.

## Leben und Wirken
Connell, dessen Vater Geiger war, wuchs im Stadtviertel Liemert Park/Baldwin Hills von Los Angeles auf, wohin seine Familie 1950 zog. Nach dem Besuch der Dorsey High School ging er 1956 als Zeitsoldat zur US-Luftwaffe, wo er in Korea, Japan und in der Türkei stationiert war; in dieser Zeit lernte er Altsaxophon spielen. Mitte der 1960er-Jahre radikalisierten sich seine politischen Ansichten, und er verließ die Armee, vor allem ausgelöst durch die Rassenunruhen von Watts 1965. Im selben Jahr begann er das Studium am LA City College. Er wandte sich dem Free Jazz zu und spielte in lokalen Musiker-Kooperativen, wie der Union of God’s Musicians and Artists Ascension (UGMAA) sowie in der Bigband Pan African People’s Arkestra. Von 1967 bis 1974 arbeitete er als Musiker bei Horace Tapscott, mit dem erste Aufnahmen entstanden und dessen Assistent er wurde.
Ab 1975 lebte er in New York, wo ihm Arthur Blythe erste Kontakte verschaffte. In den folgenden Jahren war er im Hauptberuf als Kopist bei Motown beschäftigt. 1976 spielte er bei Chico Hamilton (zu hören auf dem Blue-Note-Album Chico Hamilton and the Players), für den er auch orchestrierte. In den folgenden Jahren war er Mitglied verschiedener Ensembles von William Parker, wie dem Little Huey Creative Music Orchestra, ferner spielte er bei Cecil Taylor und in Steve Swells N.O.W. Ensemble, mit Sam Rivers, David Murray, Anthony Braxton, Butch Morris, Pharoah Sanders, Roy Campbell und Billy Bang. Ferner arbeitete er als Arrangeur und Kopist für Julius Hemphill, Henry Threadgill und Ornette Coleman (Skies of America) sowie im Bereich der Popmusik für Elton John und Ryan Adams. 1983 trat er als Mitglied des Ensembles Commitment (mit Jason Kao Hwang, William Parker, Zen Matsuura) auf dem Moers Festival auf. Auch war er mit Philly Joe Jones auf Europatournee. Im Bereich des Jazz war er zwischen 1969 und 2008 an 23 Aufnahmesessions beteiligt, u. a. auch mit Alan Silva, Bill Dixon (17 Musicians in Search of a Sound: Darfur, 2007) und Kalaparusha Maurice McIntyre. Seine Kompositionen wurden von Azar Lawrence, David Murray und Don Pullen aufgeführt. 1980 erhielt Connell ein CAPS-Stipendium für ein Orchesterwerk. Zuletzt arbeitete er mit einem eigenen Quartett, zu dem Vincent Chancey, Max Johnson und Jeremy Carlstedt gehörten.

## Diskographische Hinweise
- Will Connell/Jason Kao Hwang: The Complete Recordings 1981/1983 (NoBusiness Records, 2010)